# 直肠病学
直肠病学是與醫治直肠、肛门和大肠疾病有關的醫學學科 。专门从事这一医学领域的医生被称为结直肠外科医生或直肠科医生。

## 范围
直肠病学的研究領域包括： 
- 直肠和肛门静脉曲张（痔疮）
- 肛门撕裂（肛裂）
- 便秘
- 大便失禁
- 直肠脱垂
- 克隆氏症
- 大腸癌
- 肛门癌
- 肛门受伤
- 取出插入肛门的物体